# Yazid Sabeg
Yazid Sabeg, né le 8 janvier 1950 à Guelma en Algérie, est un homme d'affaires français, dirigeant de l'entreprise de services du numérique CS Group. Il a été commissaire à la diversité et à l'égalité des chances de décembre 2008 à juillet 2012.

## Biographie

### Origines et formation
Le 8 janvier 1950, Yazid Sabeg naît à Guelma en Algérie, de parents algériens. Il est l'aîné d'une famille de douze enfants. Son père était un fonctionnaire dans l'armée française, participant de la manifestation de Guelma en 1945, installé près de Lille à partir de 1952 comme docker fluvial. 
Proche de l'homme politique Eugène Claudius-Petit, sa famille bénéficie de l'aide du patronat chrétien. Dans sa jeunesse, Yazid Sabeg fréquente le scoutisme catholique, et il est élève chez les jésuites puis au lycée Faidherbe à Lille. Étudiant à l'université de Paris I, il suit les cours de Raymond Barre et obtient un doctorat en sciences économiques et sociales sur le pétrole en 1973,.

### Carrière
Après un début de carrière à l'Union de banques arabes et françaises (UBAF), alors filiale du Crédit lyonnais, il est chargé de mission à la délégation interministérielle à l'aménagement du territoire et à l'attractivité régionale (DATAR) entre 1975 et 1977 sur les questions migratoires, puis est fondé de pouvoir du groupe saoudien Alireza. Entré en 1978 comme conseiller du président de Spie Batignolles, il y crée une filiale spécialisée dans le secteur des énergies nucléaire et pétrolière baptisée Enerfinance qu'il dirige de 1981 à 1988. Durant ces mêmes années, il conseille Raymond Barre sur les questions industrielles. Il devient directeur général de Foncière Euris en 1988 auprès de Jean-Charles Naouri avant de présider la Sepad l'année suivante. 
En 1990, il fonde et dirige depuis la compagnie industrielle et financière Quadral grâce à laquelle il prend via une OPA le contrôle de la Compagnie des signaux (CSEE), qui prend en 2000 le nom de CS Communication & Systèmes, et dont il est successivement président-directeur général (1991-2001), président du conseil de surveillance (2001), puis président du conseil d'administration (depuis 2001). Il redresse l'entreprise qu'il spécialise dans les services informatiques pour les télécommunications, la défense et les transports,. 
Membre de l'Institut Montaigne et du conseil d'administration de l'Institut de relations internationales et stratégiques, il est proche des membres de l'ancien centre des démocrates sociaux (CDS) tels Pierre Méhaignerie, François Bayrou et Philippe Douste-Blazy, et de l'union pour un mouvement populaire (UMP), à l'instar de Jean-Louis Borloo. 
Fin 2010, il rachète pour un euro symbolique l'entreprise Altis Semiconductor aux sociétés IBM et Infineon Technologies.
En 2020, Comya Group dirigé par Alexandre Benalla et CS Group, dirigé Yazid Sabeg entame des discussions pour s'implanter dans le marché de la reconnaissance faciale et de l'intelligence artificielle par vision avec William Eldin, fondateur de Coyote et Président de XXII,.

### Travaux pour l'intégration et la diversité

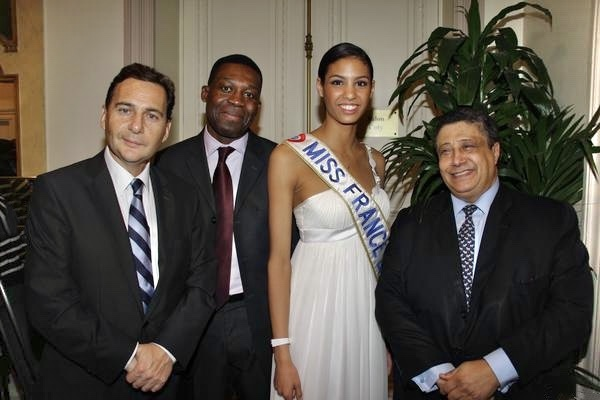
Éric Besson, Patrick Lozès, Chloé Mortaud (Miss France 2009) et Yazid Sabeg au dîner annuel du Conseil représentatif des associations noires de France (CRAN) le 5 février 2009.

À partir de 2004, il fait figure de spécialiste des questions d'intégration et de diversité en France. En janvier, il publie Les Oubliés de l’égalité des chances pour l’Institut Montaigne, avec Laurence Méhaignerie, fille de Pierre Méhaignerie, dans lequel ils proposent des actions volontaristes de l'État en faveur de la diversité dans le monde du travail, les services publics et la classe politique, puis en octobre, avec son frère Yacine Sabeg, La Discrimination positive. Pourquoi la France ne peut y échapper ?. La même année, Jean-Louis Borloo, ministre de la Cohésion sociale, du Travail et de l'Emploi, le nomme président du Comité d’évaluation et de suivi de l'agence nationale pour la rénovation urbaine. Le même le charge en 2005, avec Christian Larose et Dominique-Jean Chertier, de rédiger un rapport sur la création d’un dispositif de sécurisation des parcours professionnels avec le contrat de transition professionnelle (CTP), actuellement en cours d’expérimentation dans plusieurs bassins d’emploi français.
Il publie La Diversité dans l'entreprise, comment la réaliser ?, avec Christine Charlotin en 2006, et, dans le cadre du comité d'évaluation et de suivi de l'ANRU, De nouvelles perspectives pour la rénovation urbaine en février 2007, où il prône une meilleure prise en compte des aspects socio-économiques du renouvellement urbain. Après avoir lancé le 8 novembre 2008 dans le Journal du dimanche, un « Manifeste pour l'égalité réelle » réclamant des « politiques volontaristes de réussite éducative et la promotion des talents dans les quartiers populaires », il est nommé en Conseil des ministres le 17 décembre, commissaire à la Diversité et à l'Égalité des chances.  A ce titre, il est chargé, auprès du Premier ministre, d'une mission d'animation et de promotion en ce domaine. Il démissionne le 12 juillet 2012, après l'alternance politique.

## Distinctions
Il est chevalier de la Légion d'honneur et de l'ordre national du Mérite.